# Парафармация
Парафармация — медицинские средства, не обладающие статусом лекарственного препарата. К ним относят средства по уходу за больными и гигиенические средства, биологически активные добавки, косметику. Отпускаются без рецепта. 

## Парафармация: определение и классификация
Термин «парафармация» (от греческого слова «para» – около, рядом) можно буквально перевести как «около фармации». Чтобы более четко интерпретировать этот термин, потребуется сначала разобраться в значении слова «фармация».
Под фармацией подразумевается совокупность научных дисциплин, фактов и узкопрактических знаний, содержащая способы нахождения, добычи, обрабатывания, синтеза, классификации, изучения, хранения и продажи лекарств.
Отсюда следует, что парафармация включает различные категории продукции, отличающиеся лечебными, профилактическими, косметическими, гигиеническими и целебными качествами, но, тем не менее, не получившей статуса лекарств; диетические продукты и питание для детей, БАДы, санитарно-гигиенические изделия для животных, а кроме того, продукцию из вспомогательного аптечного списка, разнообразные ЛС и ИМН, предназначенные для профилактического и лечебного использования при болезнях, для облегчения состояния пациента, ухаживания за разными частями тела.
Первые описания лечебных, а одновременно с этим и парафармацевтических, препаратов встречаются в древнеегипетских папирусах с датировкой XVI века до н.э. В этих исторических документах упоминаются седативные препараты, изготовленные из обычной клещевины, а также лечебные свойства мяты, рецепты бальзамов и многое другое.
Заметный подъём индустрии изготовления товаров парафармации начался с наступлением XVIII столетия и не прекращается до сих пор. В настоящий момент парафармацевтические изделия продаются не только в аптеках, но и в обычных продуктовых супермаркетах, центрах косметологии и других местах.
Ключевым различием между товарами парафармации и лечебными медикаментами считается возможность их отпуска без предъявления рецепта или врачебного назначения.

## Разновидности изделий парафармации
- 1. Продукция для матери и ребёнка. В эту группу входят: специальное женское бельё (применяется в период беременности и кормления); пояса предродовые и послеродовые, бандажи; питание для младенцев, гигиеническая продукция для малышей; молокоотсосы; влажные салфетки, пелёнки, подгузники; гигиенические изделия для рожениц и пр.
- 2. Изделия для перевязки и фиксации. Сюда можно отнести вату, марлевую ткань; шприцы, иголки; лечебные чулки и колготки; лейкопластыри разной ширины, длины и видов, салфетки, перевязки и пр.
- 3. Изделия, применяемые при уходе за пациентами. В эту группу включают: матрацы против пролежней; моче- и калоприемники, утки и пр.
- 4. Продукция, контролирующая параметры самочувствия больного. Данная группа включает: аппараты (устройства) медицинского назначения для определения давления, пульса, температуры; тесты для выявления беременности на ранних стадиях, для выявления наркотического опьянения и инфекционных заболеваний (гепатиты A/В/С, ВИЧ и прочие ЗППП) и т.д.
- 5. Продукты, используемые для продвижения здорового образа жизни. Эта набирающая популярность категория включает врачебные, фармацевтические, просветительские, спортивные издания, журнальную продукцию, видеофильмы и аудиокниги, тренажёрное и массажное оборудование.
- 6. Лечебно-косметологические товары – считаются подгруппой потребительских товаров, называемых парфюмерно-косметической продукцией.
- 7. Санитарно-гигиенические изделия , позволяющие поддерживать чистоту в медицинских и аптекарских учреждениях, а также обеспечивать индивидуальную гигиену.